# Amydrium
Amydrium — рід квіткових рослин родини ароїдних (Araceae), який походить із Південно-Східної Азії, південного Китаю та Нової Гвінеї.

## Морфологічна характеритстика
Амідріум відрізняється від інших представників триби Monstereae наявністю двох насінних зачатків у кожній зав'язі. Насіння, як правило, має форму серця.

## Види
- Amydrium hainanense (H.Li, Y.Shiao & S.L.Tseng) H.Li — пд. Китай, Хайнань, В'єтнам
- Amydrium humile Schott — Малая, Суматра
- Amydrium medium (Zoll. & Moritzi) Nicolson — від пд. Індокитаю до Малезії.
- Amydrium sinense (Engl.) H.Li — пд. Китай, В'єтнам
- Amydrium zippelianum (Schott) Nicolson — Малуку, Нова Гвінея, Філіппіни, Сулавесі